# Olt (župa)
Olt je župa na jihu Rumunska, ve Valašsku. Jejím hlavním městem je Slatina. Nazývá se podle stejnojmenné řeky, která skrze ni protéká svým dolním tokem až k ústí do Dunaje.

## Historie
Župa v této podobě vznikla roku 1950, v zásadě sloučením původní župy Olt (východně od řeky Olt, historicky v Muntenii) a zrušené župy Romanați (západně od Oltu, v Oltenii, středisko Caracal). Nachází se tak po obou stranách historické hranice mezi Velkým a Malým Valašskem.

## Charakter župy
Většinu území vyplňuje zvlněná nížina, na severu stoupající do podhůří Jižních Karpat. Nadmořská výška se pohybuje mezi 20 a 440 metry. Jižní hranice je přirozená a tvoří ji řeka Dunaj, současně jde o státní hranici s Bulharskem. Ostatními sousedy jsou župy Argeș (na severovýchodě), Teleorman (na jihovýchodě), Dolj (na západě) a Vâlcea (na severozápadě). Řeka Olt tvoří osu, která župu dělí zhruba na dvě poloviny. Podél východní hranice protéká řeka Vedea. 
Většina obyvatel žije na venkově a živí se zemědělstvím. Průmysl převažuje hlavně potravinářský, je zde zastoupený ale i textilní i strojírenský. 
Na území župy se také nachází městečko Scornicești, kde se narodil rumunský komunistický diktátor Nicolae Ceaușescu.

## Města
- Slatina
- Caracal
- Balș
- Corabia
- Drăgănești
- Piatra Olt
- Potcoava
- Scornicești